# Alkanna stojanovii
Alkanna stojanovii är en strävbladig växtart som beskrevs av St. Kozhukharov. Alkanna stojanovii ingår i släktet Alkanna och familjen strävbladiga växter. Inga underarter finns listade i Catalogue of Life.